# 藤岡孝章
藤岡 孝章（ふじおか たかあき、1952年〈昭和27年〉6月5日 – ）は、日本の音楽プロデューサー、作曲家、ギタリスト、俳優である。F2エンタテインメント代表。
ステゴザウルス（すてござうるす）、藤岡藤巻 without 藤巻（ふじおかふじまきうぃずあうとふじまき）などの名義でも活動している。

## 概要
ソニー・ミュージック所属の音楽プロデューサーを経て、現在はF2エンタテインメントの代表を務めている。

## 略歴
早稲田大学商学部中退。「大嫌いシリーズ」「死ね!シリーズ」など強烈な歌を持つ。藤巻直哉らとバンド「まりちゃんズ」を結成し、『尾崎家の祖母』などをリリースした。山梨鐐平、板垣秀雄と結成したバンド「Do!」時代に長渕剛と交遊を深め、長渕のシングル「夏の恋人」では作詞・作曲として参加しており、ラジオ『くるくるダイヤル ザ・ゴリラ』では「長渕クンと藤岡くん」として共演した。（Do!の3人に長渕を加えたThe Chocoletsというユニットでライブもしている）
また、藤巻の結成した「すみちゃんとステゴザウルス」にも曲を提供していた。
その後、CBS・ソニー（後のソニー・ミュージック）に入社し、ディレクターとして活動。同社時代には加藤和彦、宍戸留美らを育てた他、シブがき隊のディレクターを務め「スシ食いねェ!」など特異な曲を創った。ただし、本人曰く人を見る目はないそうで、Mr.Children、シャ乱Q、槇原敬之、渡辺美里をオーディションで落とし、後に後悔した過去がある。また、おニャン子クラブ参加前の工藤静香が在籍していたセブンティーン・クラブで工藤をセンターに持ってこないメンバーの立ち位置を決めたのも藤岡である。
ソニー・ミュージック退職後は、F2エンタテインメントを設立し代表に就任するとともに、バンド「藤岡藤巻」を結成する。2008年秋から体調が悪化し、同年11月11日に活動の休止が公表されたが、2009年1月より復帰した。

## エピソード
「ジャンプ放送局」や「桃太郎電鉄シリーズ」で知られるさくまあきらは、藤岡の従弟である。

## 作品

### アルバム
- ノンちゃん雲に乗る（2008年12月24日） - 作曲
大橋のぞみのアルバムであり、藤岡の作曲した『ノンちゃん雲に乗る』や『ケータイがほしい!』などを収録。
- 河合その子プレミアム（2009年9月30日） - 寄稿
藤岡はディレクターとして河合その子を担当した経験を持つことから、藤岡のエッセーが『河合その子プレミアム』に収録された。
- 天体戦士サンレッド 溝ノ口豪華絢爛歌謡祭（2010年3月31日） - 唄、作曲
『天体戦士サンレッド』のサウンドトラックであり、藤岡が作曲し唄う『黄昏の決意〜ヴァンプ将軍愛のテーマ〜』を収録。

### 映画
- かずら（2010年1月30日） - 音楽

## 出演

### テレビ
- クイズプレゼンバラエティー Qさま!!（テレビ朝日、2009年5月4日）

### ラジオ
- 「長渕クンと藤岡くん」（ニッポン放送）

### CM
- オヤジイズムCM
  - 日産自動車「クリッパー」
  - 眞露「チャミスル」
  - 呉工業「KURE5-56」

## 書籍
- 誰も見てないところで牙をむけ!（藤岡藤巻 without 藤巻名義、ぶんか社、2010年）ISBN 9784821142538

## 関連人物
- 大橋のぞみ
- 加藤和彦
- 河合その子
- 河田純子
- 里田まい
- 宍戸留美
- 鈴木敏夫
- つボイノリオ
- 長渕剛
- 藤巻直哉
- 宮崎駿
- 山梨鐐平
- 小山卓治
- シブがき隊